# 지리의 힘
《지리의 힘》(영어: Prisoners of Geography)은 2015년에 출간된 영국의 저자이자 저널리스트인 팀 마샬(Tim Marshall)의 정치 지리학에 관한 논픽션 책이다. 이 책은 세계 정치와 국가 간의 관계를 이해하는 데 중요한 지리적 요소들을 설명하며, 지도와 지리적 특성이 정치적 결정과 역사적 사건에 어떻게 영향을 미쳤는지를 설명한다.
후속작으로 《지리의 힘2》(The Power of Geography)가 2021년에 출간되었다.

## 내용
《지리의 힘》은 지리적 관점에서 과거와 현재의 지정학을 살펴보는 책이다. 팀 마샬은 다양한 글로벌 사례를 통해 기술이 인간이 지리적 한계를 극복하고 지정학과 갈등에서 지리의 중요성을 없애버렸다는 일반적인 생각에 도전한다. 마샬은 특히 ‘지정학(Geopolitics)’에서 ‘지리(Geo)’를 다시 중요한 요소로 되돌려야 한다고 주장하며, 지리가 역사적 갈등이나 국가 발전에 관한 논의에서 종종 간과된다고 지적한다.
세계 여러 중요한 지역의 지정학적 맥락과 상황을 다룬다. 이 책은 러시아, 중국, 미국, 유럽, 아랍 세계, 남아시아(주로 인도와 파키스탄의 지정학적 특이성), 아프리카, 일본과 한국, 라틴 아메리카, 북극해(주로 북극 자원 경쟁의 지정학)를 포함한 지역들을 다룬다.
이 책에서 지리가 국제 정세에 미치는 영향을 설명하며, 러시아의 크림 반도 합병이 러시아의 부동항에 대한 접근을 유지하려는 필요성에서 비롯된 것과, 중국이 티베트를 통제하여 인도와의 국경을 강화한 이유와 같은 지정학적 사건들을 설명한다.
발칸반도에서 시리아에 이르기까지 분쟁 지역에서의 직접적인 경험을 바탕으로, 팀 마샬은 국가의 과거, 현재, 미래의 행동을 온전히 이해하기 위해서는 지리에 대한 깊은 이해가 그 어느 때보다 중요하다고 설명한다. 《지리의 힘》은 러시아와 북극과 같은 사례를 통해 지리가 전쟁뿐만 아니라 평화 과정에서도 중요한 결정적 요소임을 탐구하며, 자원의 풍부함 또는 부족함이 어떻게 국가 발전을 동시에 해방시키고 억제할 수 있는지를 분석한다.
이 책은 중동, 특히 시리아를 예로 들어 서구의 지형에 대한 오해가 얼마나 해롭고 재앙적일 수 있는지를 보여준다. 저자는 이러한 지리적 무지와 기술에 대한 과도한 의존 및 믿음이 어떻게 갈등의 결과를 결정짓는 데 영향을 미칠 수 있는지를 설명한다.
결론에서 저자는 지리의 중요성을 다시 한 번 강조하며, 미래의 갈등을 이해하기 위해서는 물리적 지형에 대한 이해가 중심적 역할을 해야 한다고 주장한다. 특히 기술이 발전함에 따라 갈등이 우주로 확장되고, 아직 주장되지 않은 공간에 대한 영유권 주장이 이루어질 것이라고 예고하며, 지리적 이해의 중요성을 재확인한다.

## 평가 및 인기
이 책은 뉴욕 타임즈 베스트셀러 목록에 올랐으며, 또한 선데이 타임스 베스트셀러 1위에 등재되었다.
미국지리학회 발간 서평에서 더글라스 웹스터(Douglas Webster)는 "이 책은 분명한 매력을 가지고 있으며, 지금까지의 성공이 이를 뒷받침한다. 지정학적 관점에서 현대 지리적 동태에 대한 쉽게 읽을 수 있고 유익한 입문서로서의 가치가 있다"고 결론지었다. 그러나 그는 이 책이 사회학적 요인이 지리적 요인보다 더 큰 영향을 미친다고 보는 글로벌 연구 전문가들로부터 비판을 받을 것이라고 언급했다.
베를린의 지리학자 한스-디트리히 슐츠는 《지리의 힘》이 19세기 지역 지리학의 구시대적 공간론에 기반을 두고 있으며, 이는 현재의 지리학 연구 상태와 완전히 모순된다고 비판한다. 그는 팀 마샬이 러시아와 우크라이나의 지정학적 관계에 대해 설명한 부분을 비판하며, "현재의 러시아 정치가 러시아의 사회적 조건, 야만적인 자본주의, 그리고 클렙토크라시(도둑 정치적 엘리트)와 관련이 있다는 사실은, 인간 역사에서 '결정적인 요소'로서 주장되는 공간적 결정론 뒤에 숨겨져 있다"고 지적한다. 그는 이어서 "마샬이 말하는 영원한 산과 평야, 강과 같은 물리적 객체들은 그 자체로 아무것도 원하는 것이 아니다. 그것들은 행동하지 않으며, 아무것도 지시하지 않고, 아무것도 강요하지 않으며, 아무것도 유혹하지 않고, 스스로 아무 편을 들지 않는다"라고 덧붙인다.
한국에서는 TV 교양 예능 프로그램인 책 읽어드립니다에 소개되면서 유명해 졌으며 방송 이후 한달 판매 증감률 1위를 기록하기도 했다.